# Joseph M. Carey

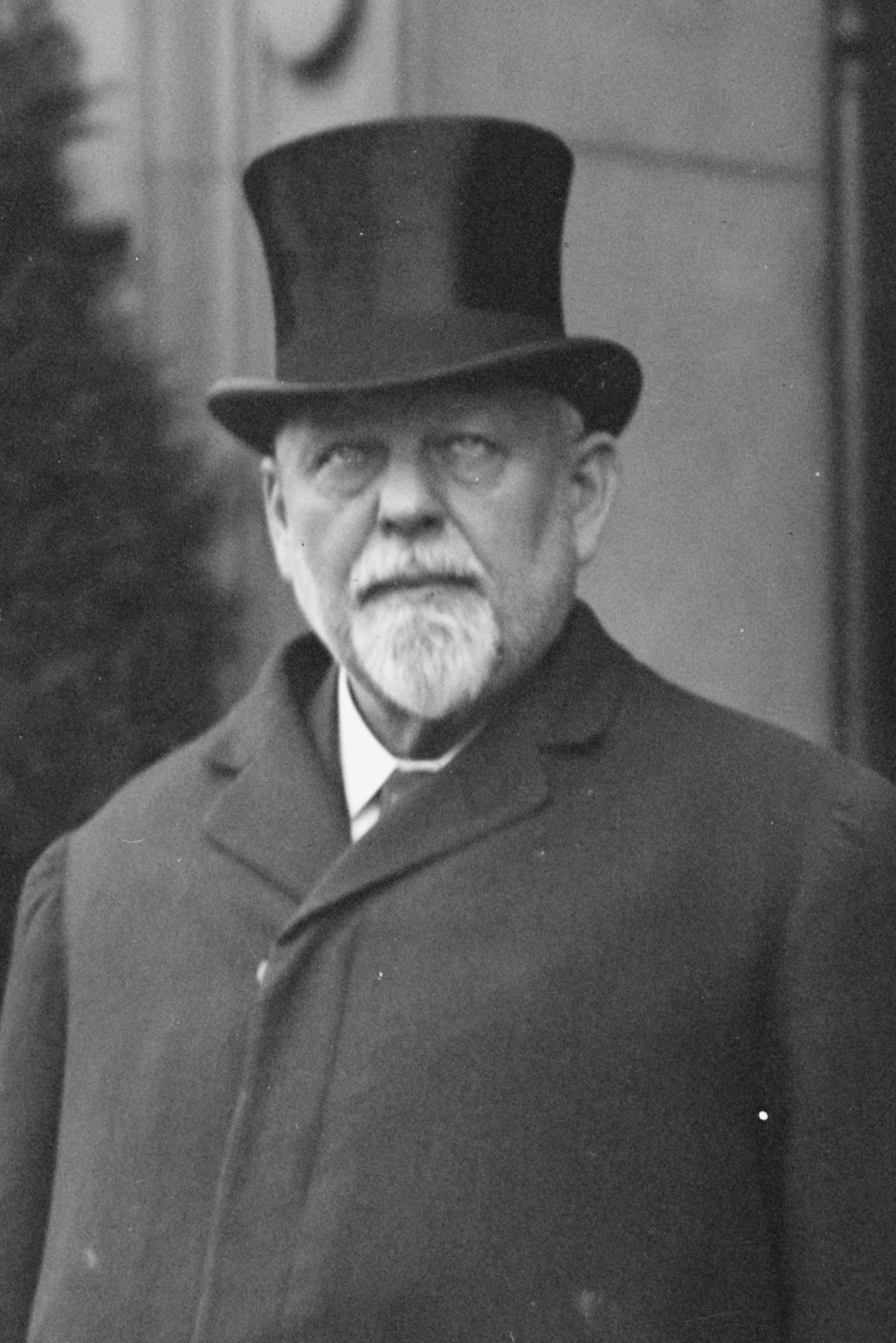
Joseph M. Carey

Joseph Maull Carey, född 19 januari 1845 i Milton, Delaware, död 5 februari 1924 i Cheyenne, Wyoming, var en amerikansk republikansk politiker och jurist. Han representerade delstaten Wyoming i USA:s senat 1890-1895. Han var guvernör i Wyoming 1911-1915.
Carey avlade 1864 juristexamen vid University of Pennsylvania. Han inledde 1867 sin karriär som advokat i Philadelphia. Han var åklagare för Wyomingterritoriet 1869-1871 och domare i Wyomingterritoriets högsta domstol 1871-1876. Han var borgmästare i Cheyenne 1881-1885. Han efterträdde 1885 Morton Everel Post som Wyomingterritoriets delegat i USA:s representanthus. Han representerade territoriet utan rösträtt i kongressen fram till 1890.
Wyoming blev 1890 delstat och Clarence D. Clark valdes till delstatens första ledamot av USA:s representanthus. Den nya delstatens lagstiftande församling utsåg Carey och Francis E. Warren till de två första senatorerna.
Efter sin tid som senator arbetade Carey länge som advokat. Han efterträdde 1911 Bryant Butler Brooks som guvernör i Wyoming. Carey stödde Theodore Roosevelt i presidentvalet i USA 1912.
Careys grav finns på Lakeview Cemetery i Cheyenne. Hans son Robert D. Carey var guvernör i Wyoming 1919-1923 och ledamot av USA:s senat 1930-1937.